# Deutsche Fechtmeisterschaften 1995
Bei den Deutschen Fechtmeisterschaften 1995 wurden Einzel- und Mannschaftswettbewerbe in den Disziplinen Herrendegen, Herrensäbel und Herrenflorett ausgetragen. Bei den Damen wurde neben Florett auch Degen gefochten, Meisterschaften im Damensäbel gab es erstmals 1999. Da es im Einzel kein Gefecht um den dritten Platz gab, teilten sich diesen die beiden Halbfinalisten. Die Meisterschaften wurden vom Deutschen Fechter-Bund organisiert.

## Herren

### Florett (Einzel)
| Platz | Sportler        | Verein                |
| ----- | --------------- | --------------------- |
| 1     | Ralf Bißdorf    | Heidenheimer SB       |
| 2     | Udo Wagner      | FC Tauberbischofsheim |
| 3     | Thomas Endres   | FC Tauberbischofsheim |
| 3     | Ingo Weißenborn | FC Tauberbischofsheim |

### Florett (Mannschaft)
| Platz | Verein                | Sportler |
| ----- | --------------------- | -------- |
| 1     | FC Tauberbischofsheim |          |
| 2     | ETuF Essen            |          |
| 3     | Heidenheimer SB       |          |

### Degen (Einzel)
| Platz | Sportler         | Verein                  |
| ----- | ---------------- | ----------------------- |
| 1     | Michael Flegler  | FC Tauberbischofsheim   |
| 2     | Arnd Schmitt     | TSV Bayer 04 Leverkusen |
| 3     | Mariusz Strzałka | FC Tauberbischofsheim   |
| 3     | Stephan Kaupert  | FC Tauberbischofsheim   |

### Degen (Mannschaft)
| Platz | Verein                | Sportler |
| ----- | --------------------- | -------- |
| 1     | OFC Bonn              |          |
| 2     | FC Tauberbischofsheim |          |
| 3     | Heidenheimer SB       |          |

### Säbel (Einzel)
| Platz | Sportler          | Verein                |
| ----- | ----------------- | --------------------- |
| 1     | Jacek Huchwajda   | FC Tauberbischofsheim |
| 2     | Steffen Wiesinger | FC Tauberbischofsheim |
| 3     | Franz Bleckmann   | OFC Bonn              |
| 3     | Jörg Kempenich    | OFC Bonn              |

### Säbel (Mannschaft)
| Platz | Verein                | Sportler |
| ----- | --------------------- | -------- |
| 1     | FC Tauberbischofsheim |          |
| 2     | OFC Bonn              |          |
| 3     | TSV Bayer Dormagen    |          |

## Damen

### Florett (Einzel)
| Platz | Sportler             | Verein                |
| ----- | -------------------- | --------------------- |
| 1     | Anja Fichtel-Mauritz | FC Tauberbischofsheim |
| 2     | Michaela Müller      | FC Tauberbischofsheim |
| 3     | Simone Bauer         | FC Tauberbischofsheim |
| 3     | Monika Weber         | OFC Bonn              |

### Florett (Mannschaft)
| Platz | Verein                | Sportler |
| ----- | --------------------- | -------- |
| 1     | FC Tauberbischofsheim |          |
| 2     | TSV Bayer Dormagen    |          |
| 3     | OFC Bonn              |          |

### Degen (Einzel)
| Platz | Sportler            | Verein                |
| ----- | ------------------- | --------------------- |
| 1     | Eva-Maria Ittner    | Fechtclub Offenbach   |
| 2     | Kerstin Ackermann   | Fechtclub Offenbach   |
| 3     | Hedwig Funkenhauser | FC Tauberbischofsheim |
| 3     | Katja Nass          | Fechtclub Offenbach   |

### Degen (Mannschaft)
| Platz | Verein              | Sportler |
| ----- | ------------------- | -------- |
| 1     | Heidenheimer SB     |          |
| 2     | OFC Bonn            |          |
| 3     | Fechtclub Offenbach |          |